# Paul Windhausen (1871-1944)
Paulus (Paul) Windhausen (Burgwaldniel (tegenwoordig Waldniel, gemeente Schwalmtal), Duitsland, 11 mei 1871 – Roermond, 11 november 1944) was een Nederlands schilder van portretten en religieuze voorstellingen.

## Levensloop

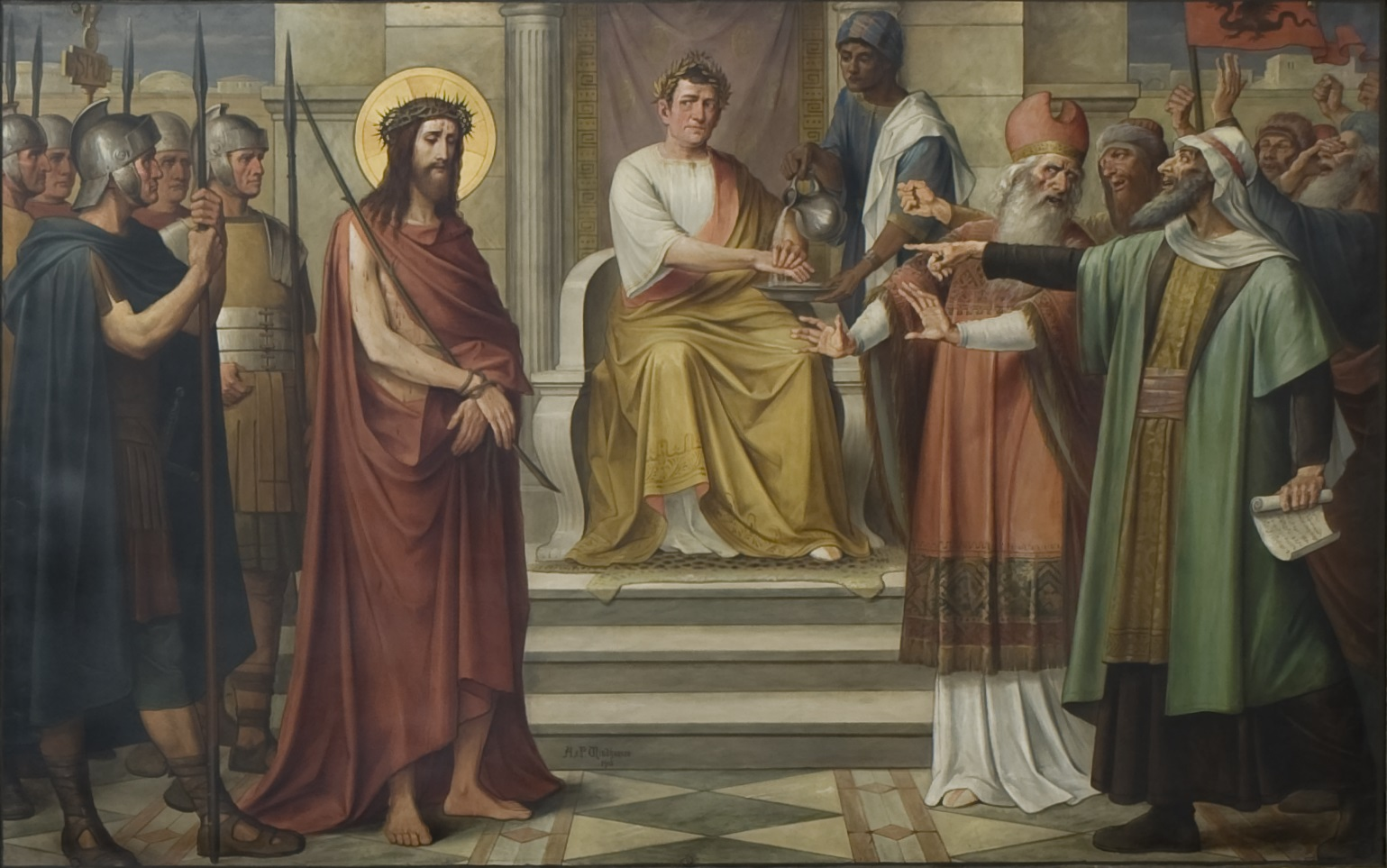
Eerste statie van de kruisweg in de Sint-Nicolaaskerk in Helvoirt, gesigneerd ‘A[lbin]&P[aul]. Windhausen’. 1913.

Hij was een zoon van de Duitse schilder Peter Heinrich Windhausen. Zijn vader vestigde zich met zijn gezin omstreeks 1873 in Roermond, waar destijds een gunstig klimaat voor kunstenaars heerste. Windhausen kwam uit een omvangrijke kunstenaarsfamilie. Ook zijn broers, Heinrich en Albin Windhausen waren schilder, evenals zijn zoon, Paul. In 1921 kreeg hij de Nederlandse nationaliteit.
Paul en Albin werken tot 1925 nauw samen. Beide broers woonden aan de Kapellerlaan, Paul op nummer 28 en Albin op nummer 32 (tegenwoordig 44 en 48). Ze gebruikten alleen de benedenverdieping van het atelier. Albins zoon, Fons, gebruikte later ook de bovenverdieping van het atelier. Beide broers waren gespecialiseerd in kerkelijke kunst, waarbij Albin de leiding had.
In 1925 kwam er een einde aan hun samenwerking. Paul was het moe om onder druk van Albin te werken en hij wilde alleen nog portretten schilderen. Hij verhuisde naar de Frans Douvenstraat, vlak bij het tegenwoordige Cuypershuis, waar hij een nieuw atelier begon. Een van zijn eerste opdrachten daar was het maken van een portret van het echtpaar Van Crugten-Cloquet.
Hij trouwde op 3 september 1901 met Maria Hilgers. Windhausen en zijn vrouw en jongste dochter kwamen op 11 november 1944 om het leven tijdens het bombardement van de Munsterstraat in Roermond.

## Werk
Samen met zijn broer Albin schilderde hij een groot aantal kruiswegen, onder meer in Spanbroek en Heerlen. Hij schilderde de portretten van onder meer Jos. Schrijnen, rector-magnificus van de Katholieke Universiteit Nijmegen, Henricus Adolph Antoon Meuwissen, burgemeester van Echt, Jos Weber, mevr. Van Hees (de schoonmoeder van de dochter van Windhausen), Paulus Mannens, president van het grootseminarie, en Guillaume Lemmens. Enkele werken van Windhausen bevinden zich in de verzameling van het Cuypershuis in Roermond.

## Lijst van werken
| Datering      | Titel | Verblijfplaats               | Afbeelding |
| ------------- | --- | ---------------------------- | ---------- |
| 1903 (?)      | Portret van Leopoldus Franciscus Hubertus van Waegeningh                                                                   | Privéverzameling, Nederland  |            |
| Ca. 1910      | Marie Windhausen-Hilgers met op schoot dochtertje Eugenie (mevr. Remiëns), verder dochtertje Christina en zoontje Paul jr. | Onbekend                     |            |
| 1913-1914     | Kruisweg | Sint-Nicolaaskerk, Helvoirt  |            |
| 1919          | De prediking van Paulus te Efeze                                                                                           | Sint-Nicolaaskerk, Helvoirt  |            |
| 1919          | De prediking van Johannes de Doper                                                                                         | Sint-Nicolaaskerk, Helvoirt  |            |
| 1925-1928     | Kruisweg | Sint-Pancratiuskerk, Heerlen |            |
| Ca. 1925-1930 | Kinderen van Crugten | Onbekend                     |            |

## Kinderen
Met zijn vrouw Maria W. Hilgers (1875-1944), had Windhausen de volgende kinderen:
1. Paul Windhausen (1903-1944).
2. Christina Barbara Susanna Maria Windhausen (1905-1975), trouwde met H. Schmitz.
3. Clasina Josephine A. Windhausen (1908-....), trouwde in 1935 met Frans A.M. van Hees (1904-1972).
4. Anna Hubertina Windhausen (1910-1944).

## Stamboom
|                               |                               |                               |                               |                               |                               |  |  |                            |                            |                            |                            | Peter Heinrich Windhausen 1832-1903 |                            |  |  |                             |                             |                             |                             |                             |                             |  |  |                               |                               |                               |                               |                               |                               |  |  |  |  |  |  |  |  |  |  |  |  |  |  |  |  |  |  |  |  |  |  |  |  |  |  |
|                               |                               |                               |                               |                               |                               |  |  |                            |                            |                            |                            |                                     |                            |  |  |                             |                             |                             |                             |                             |                             |  |  |                               |                               |                               |                               |                               |                               |  |  |  |  |  |  |  |  |  |  |  |  |  |  |  |  |  |  |  |  |  |  |  |  |  |  |
|                               |                               |                               |                               |                               |                               |  |  |                            |                            |                            |                            |                                     |                            |  |  |                             |                             |                             |                             |                             |                             |  |  |                               |                               |                               |                               |                               |                               |  |  |  |  |  |  |  |  |  |  |  |  |  |  |  |  |  |  |  |  |  |  |  |  |  |  |
| Heinrich Windhausen 1857-1920 | Heinrich Windhausen 1857-1920 | Heinrich Windhausen 1857-1920 | Heinrich Windhausen 1857-1920 | Heinrich Windhausen 1857-1920 | Heinrich Windhausen 1857-1920 |  |  | Albin Windhausen 1863-1946 | Albin Windhausen 1863-1946 | Albin Windhausen 1863-1946 | Albin Windhausen 1863-1946 | Albin Windhausen 1863-1946          | Albin Windhausen 1863-1946 |  |  | Joseph Windhausen 1865-1936 | Joseph Windhausen 1865-1936 | Joseph Windhausen 1865-1936 | Joseph Windhausen 1865-1936 | Joseph Windhausen 1865-1936 | Joseph Windhausen 1865-1936 |  |  | Paul Windhausen sr. 1871-1944 | Paul Windhausen sr. 1871-1944 | Paul Windhausen sr. 1871-1944 | Paul Windhausen sr. 1871-1944 | Paul Windhausen sr. 1871-1944 | Paul Windhausen sr. 1871-1944 |  |  |  |  |  |  |  |  |  |  |  |  |  |  |  |  |  |  |  |  |  |  |  |  |  |  |
| Heinrich Windhausen 1857-1920 | Heinrich Windhausen 1857-1920 | Heinrich Windhausen 1857-1920 | Heinrich Windhausen 1857-1920 | Heinrich Windhausen 1857-1920 | Heinrich Windhausen 1857-1920 |  |  | Albin Windhausen 1863-1946 | Albin Windhausen 1863-1946 | Albin Windhausen 1863-1946 | Albin Windhausen 1863-1946 | Albin Windhausen 1863-1946          | Albin Windhausen 1863-1946 |  |  | Joseph Windhausen 1865-1936 | Joseph Windhausen 1865-1936 | Joseph Windhausen 1865-1936 | Joseph Windhausen 1865-1936 | Joseph Windhausen 1865-1936 | Joseph Windhausen 1865-1936 |  |  | Paul Windhausen sr. 1871-1944 | Paul Windhausen sr. 1871-1944 | Paul Windhausen sr. 1871-1944 | Paul Windhausen sr. 1871-1944 | Paul Windhausen sr. 1871-1944 | Paul Windhausen sr. 1871-1944 |  |  |  |  |  |  |  |  |  |  |  |  |  |  |  |  |  |  |  |  |  |  |  |  |  |  |
| Paul Windhausen 1892-1945     | Paul Windhausen 1892-1945     | Paul Windhausen 1892-1945     | Paul Windhausen 1892-1945     | Paul Windhausen 1892-1945     | Paul Windhausen 1892-1945     |  |  | Fons Windhausen 1901-1973  | Fons Windhausen 1901-1973  | Fons Windhausen 1901-1973  | Fons Windhausen 1901-1973  | Fons Windhausen 1901-1973           | Fons Windhausen 1901-1973  |  |  |                             |                             |                             |                             |                             |                             |  |  | Paul Windhausen jr. 1903-1944 | Paul Windhausen jr. 1903-1944 | Paul Windhausen jr. 1903-1944 | Paul Windhausen jr. 1903-1944 | Paul Windhausen jr. 1903-1944 | Paul Windhausen jr. 1903-1944 |  |  |  |  |  |  |  |  |  |  |  |  |  |  |  |  |  |  |  |  |  |  |  |  |  |  |
| Paul Windhausen 1892-1945     | Paul Windhausen 1892-1945     | Paul Windhausen 1892-1945     | Paul Windhausen 1892-1945     | Paul Windhausen 1892-1945     | Paul Windhausen 1892-1945     |  |  | Fons Windhausen 1901-1973  | Fons Windhausen 1901-1973  | Fons Windhausen 1901-1973  | Fons Windhausen 1901-1973  | Fons Windhausen 1901-1973           | Fons Windhausen 1901-1973  |  |  |                             |                             |                             |                             |                             |                             |  |  | Paul Windhausen jr. 1903-1944 | Paul Windhausen jr. 1903-1944 | Paul Windhausen jr. 1903-1944 | Paul Windhausen jr. 1903-1944 | Paul Windhausen jr. 1903-1944 | Paul Windhausen jr. 1903-1944 |  |  |  |  |  |  |  |  |  |  |  |  |  |  |  |  |  |  |  |  |  |  |  |  |  |  |
|                               |                               |                               |                               |                               |                               |  |  |                            |                            |                            |                            |                                     |                            |  |  |                             |                             |                             |                             |                             |                             |  |  |                               |                               |                               |                               |                               |                               |  |  |  |  |  |  |  |  |  |  |  |  |  |  |  |  |  |  |  |  |  |  |  |  |  |  |
| Albin Windhausen 1937         | Albin Windhausen 1937         | Albin Windhausen 1937         | Albin Windhausen 1937         | Albin Windhausen 1937         | Albin Windhausen 1937         |  |  | Margriet Windhausen 1942   | Margriet Windhausen 1942   | Margriet Windhausen 1942   | Margriet Windhausen 1942   | Margriet Windhausen 1942            | Margriet Windhausen 1942   |  |  | Ward Windhausen 1949        | Ward Windhausen 1949        | Ward Windhausen 1949        | Ward Windhausen 1949        | Ward Windhausen 1949        | Ward Windhausen 1949        |  |  |                               |                               |                               |                               |                               |                               |  |  |  |  |  |  |  |  |  |  |  |  |  |  |  |  |  |  |  |  |  |  |  |  |  |  |
| Albin Windhausen 1937         | Albin Windhausen 1937         | Albin Windhausen 1937         | Albin Windhausen 1937         | Albin Windhausen 1937         | Albin Windhausen 1937         |  |  | Margriet Windhausen 1942   | Margriet Windhausen 1942   | Margriet Windhausen 1942   | Margriet Windhausen 1942   | Margriet Windhausen 1942            | Margriet Windhausen 1942   |  |  | Ward Windhausen 1949        | Ward Windhausen 1949        | Ward Windhausen 1949        | Ward Windhausen 1949        | Ward Windhausen 1949        | Ward Windhausen 1949        |  |  |                               |                               |                               |                               |                               |                               |  |  |  |  |  |  |  |  |  |  |  |  |  |  |  |  |  |  |  |  |  |  |  |  |  |  |
| Miriam Windhausen             |                               |                               |                               |                               |                               |  |  |                            |                            |                            |                            |                                     |                            |  |  |                             |                             |                             |                             |                             |                             |  |  |                               |                               |                               |                               |                               |                               |  |  |  |  |  |  |  |  |  |  |  |  |  |  |  |  |  |  |  |  |  |  |  |  |  |  |